# 加登亙川
加登亙川（かと　こうせん、1931年-2009年）は、日本の書家。兵庫県西宮市に生まれ。本名は加登亙（かとわたる）。佛教大学卒業。墨谷鶴村、小坂奇石に師事。書法研究彬々会主宰。
雅号（亙川、恆如、柏樹盦、生白室、白龍窟、無何有之郷人）

## 経歴・年譜
- 1931年（昭和  6年) - 西宮市に生まれる。
- 1952年（昭和27年)  - 墨谷鶴村に師事。
- 1956年（昭和31年） - 小坂奇石に師事。
- 1959年（昭和34年） - 日展初入選。
- 1962年（昭和37年） - 西宮市展審査員。
- 1963年（昭和38年） - 兵庫県展審査員。西宮市立西宮東高等学校講師。
- 1964年（昭和39年） - 書法研究彬々会主宰。
- 1965年（昭和40年） - 東方展推薦第1席。
- 1968年（昭和43年） - 東方展審査員。
- 1969年（昭和44年） - 日本書芸院展審査員。
- 1970年（昭和45年) - 関西展関展賞第1席。第1回彬々会開催。
- 1971年（昭和46年） - 兵庫県立西宮北高等学校講師 。
- 1974年（昭和49年） - 伊丹市展審査員。

- 1975年（昭和50年） - 高野山大学講師。日本書芸院展大賞受賞。
- 1976年（昭和51年） - 読売書展読売賞受賞。
- 1980年（昭和55年） - 読売書展文部大臣賞受賞。
- 1981年（昭和56年） - ｷﾞｬﾗﾘｰはりしん（神戸）にて個展。加登亙川・森本栖鳳　二人展。
- 1987年（昭和52年） - ｷﾞｬﾗﾘｰエンバ（神戸）･ｷﾞｬﾗﾘｰ銀花(大阪）・御影ｶﾞｰﾃﾞﾝｼﾃｨ(神戸）にて個展。
- 1991年（昭和56年） - 七羊書作展（グループ展）兵庫県民会館にて開催。
- 1993年（昭和58年） - ｷﾞｬﾗﾘｰ曽根(大阪）にて個展。国際蘭亭筆会(中国・紹興）参加。日中書法上海博物館　展出品
- 1998年（昭和63年） - 黄苗子・加登亙二人展開催(西宮）=中華人民共和国駐日本国大使館後援。
- 2000年（平成  2年） - 西宮市民文化賞受賞。
- 2007年（平成  9年） - 西宮書道協会会長就任。
- 2009年（平成11年） - 死去。　遺作展（加登　亙ー書の世界ー)開催（尼崎）

## コレクション
- 大谷美術館　　西宮市北山公園　（兵庫県西宮市）
- 伊丹市立伊丹病院　　伊丹第一ホテル　（兵庫県伊丹市）
- 生田神社  　(神戸市）
- 三木市立美術館　　(兵庫県三木市）
- エンバ中国近代美術館　　（兵庫県芦屋市）
- 国際花と緑の博覧会　　大阪音楽大学　　叡福寺　　(大阪府）
- 致道博物館　　(山形県鶴岡市）
- 本間美術館　　(山形県酒田市）
- ローマ日本文化会館　　（イタリア）
- 仏山市　　(中華人民共和国）
- ハッセルト市日本庭園　　リンブルグ州　　(ベルギー）